# 洪珠
洪珠（1484年—？），字玉方，號西淙，福建承宣布政使司興化府莆田縣（今福建省莆田市）黄石镇林墩村人，明朝政治人物。

## 生平
正德八年（1513年）癸酉科福建乡试第十一名举人，正德十六年（1521年），登辛巳科会试第五十七名，二甲三十四名進士，授戶部主事，升任戶部郎中，嘉靖七年（1528年）出任紹興府知府，与前任知府洪楷并称“大洪小洪，前後同風”。嘉靖十二年（1533年）十月升任本省左参政，歷任雲南按察使，十七年十月升任廣西右布政使，十九年升貴州左布政使，二十年六月官至應天府府尹。二十二年（1543年）五月因贪污被弹劾黜职，“冠带闲住”。

## 家族
曾祖洪彦用。祖父洪克訓。父洪仲謹，義官。母吴氏。永感下。兄脩、玮、弟瑰、琨、珙、理、璘。